# Toko
Toko es un municipio del departamento de Ndian de la región del Sudoeste, Camerún. En noviembre de 2005 tenía una población censada de 7035 habitantes.
Se encuentra ubicado cerca de la frontera con Nigeria y al norte de la ciudad más poblada del país, Duala.